# Marcelino Núñez
Marcelino Ignacio Núñez Espinoza (* 1. März 2000 in Colina) ist ein chilenischer Fußballspieler. Der Mittelfeldspieler steht aktuell beim englischen Zweitligisten Norwich City unter Vertrag.

## Karriere

### Im Verein
Núñez wurde in Colina geboren. Er wuchs in einfachen Verhältnissen auf. 2014 war er mit seiner Familie Teil der chilenischen Version der Fernsehshow Extreme Makeover. Er begann das Fußballspielen bei einem regionalen Verein, dem CD Santa Marta. Später wechselte er in die Jugendabteilung von Universidad Católica, wo er die restlichen Jugendabteilungen durchlief. Zur Saison 2020 wurde er Teil des Kaders der ersten Mannschaft in der Primera División. Dort gab er am 21. Januar 2020 beim 3:1-Sieg gegen den CD Iquique sein Debüt, als er in der 65. Spielminute für César Pinares eingewechselt wurde. Daraufhin kam er regelmäßig in der ersten Mannschaft zum Einsatz, am 14. März 2020 gab er beim 1:0-Sieg gegen Cobresal sein Startelfdebüt. Daneben kam er auch in der Copa Libertadores für Universidad Católica zum Einsatz, sein Debüt gab Núñez am 3. März 2020 bei der 0:3-Niederlage gegen den SC Internacional Porto Alegre. Allerdings verpasste er einige Saisonspiele aufgrund eines Muskelbündelrisses. Am 7. Januar 2021 gelang ihm beim 3:0-Sieg gegen Huachipato sein erstes Tor in der Liga. Am Ende der Saison konnte er mit seiner Mannschaft sowohl die Meisterschaft als auch die Supercopa de Chile gewinnen. Er kam in 23 Spielen zum Einsatz, davon zehnmal in der Startelf und erzielte dabei drei Tore. In der Saison 2021 entwickelte er sich vermehrt zum Stammspieler und kam sowohl in der Liga als auch in der Copa Libertadores regelmäßig zum Einsatz. Am 23. August 2021 gelang ihm beim 2:0-Sieg gegen Everton de Viña del Mar der erste Doppelpack seiner Karriere. Am Ende der Saison konnte Núñez mit Universidad Católica erneut die Meisterschaft und den Supercup gewinnen, dabei kam er in 28 Spielen auf sechs Tore in der Liga.
Anfang August 2022 wechselte der 22-Jährige zum englischen Premier-League-Absteiger Norwich City und unterschrieb einen bis 2026 gültigen Vertrag. Er debütierte am 6. August 2022 beim 1:1-Unentschieden gegen Wigan Athletic, nur eine Woche später konnte er bei der 1:2-Niederlage gegen Hull City direkt sein erstes Tor für seinen neuen Verein erzielen. So konnte er sich in Norwich direkt als Stammspieler etablieren und erhielt viel Lob für seine Leistungen.

### In der Nationalmannschaft
Aufgrund seiner starken Leistungen beim Verein wurde auch der chilenische Nationaltrainer Martín Lasarte auf ihn aufmerksam. So wurde Núñez in den Kader der chilenischen Nationalmannschaft für die Copa América 2021 berufen, kam jedoch nicht zum Einsatz. Sein Länderspieldebüt gab er am 10. September 2021 bei der 1:3-Niederlage gegen Kolumbien in der Qualifikation für die WM 2022, als er zur 2. Halbzeit für Claudio Baeza eingewechselt wurde. Auch zu den folgenden Länderspielen wurde er nominiert und teilweise auch eingesetzt.

## Erfolge
CD Universidad Católica 
- 2× Chilenischer Meister: 2020, 2021
- 2× Chilenischer Supercupsieger: 2020, 2021